# 宝华路

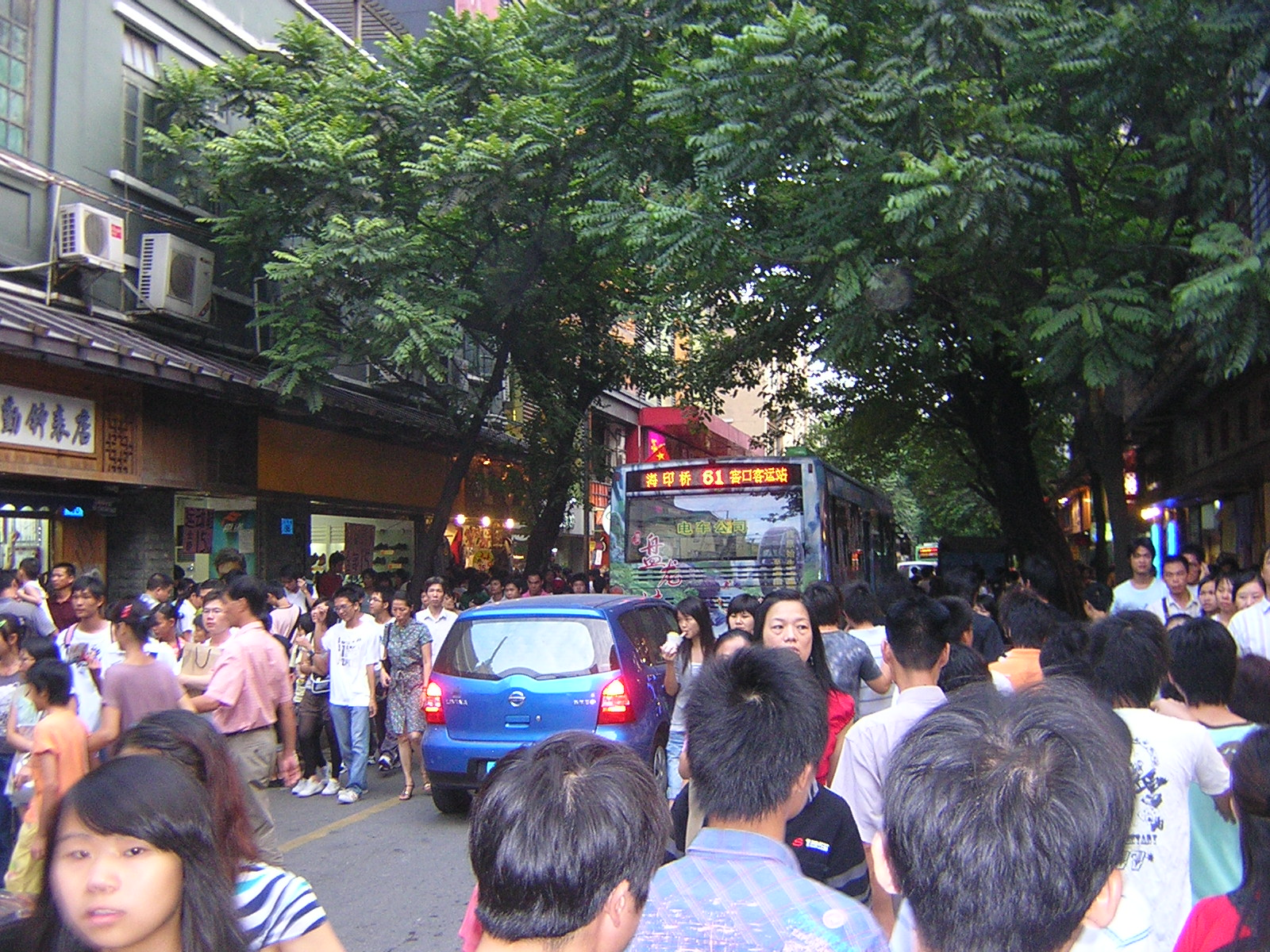
宝华路街景

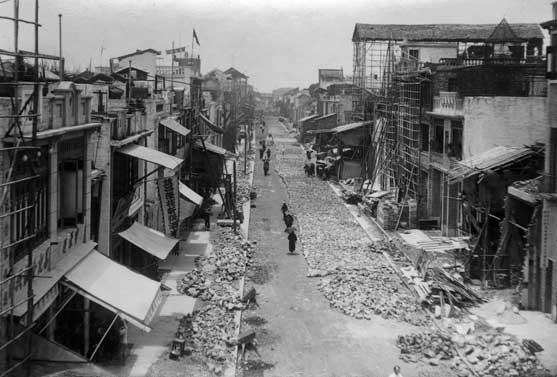
1926年的宝华路

宝华路是中国廣東省广州市荔湾区西关一条南北向的道路，北接华贵路，南至恩宁路、第十甫路，全长770米，宽11米。道路两旁商业发达，与附近的上下九步行街连成一体，在宝华路与长寿西路交汇处建有地铁一号线的长寿路站。目前车辆通行方向为由北往南单向通行。

## 歷史
宝华路原名宝华中路和十五甫，20世纪30年代扩建为路，仍使用“宝华”二字作路名。
1994年建設地铁一号线，在宝华路計劃為长寿路地铁站設置3个进出口，同時開搞地產開發，將一帶不少旧宅、店铺拆平，重新建起30层以上的恒宝华庭等樓盤，而部分地皮興辦了大笪地安置商戶，與為社區提供商品服務（大笪地後被收回留待政府再開發）。

## 与之交汇道路
道路顺序由北向南排列：
- 华贵路
- 长寿西路
- 多宝路
- 第十甫路、恩宁路

## 附近建筑
- 恒宝广场

## 公共交通
- 广州地铁1号线長壽路站

均在鄰近寶華路位置設有出口。